# Epilobium minutum
Epilobium minutum är en dunörtsväxtart som beskrevs av John Lindley. Epilobium minutum ingår i släktet dunörter, och familjen dunörtsväxter. Inga underarter finns listade i Catalogue of Life.

## Bildgalleri

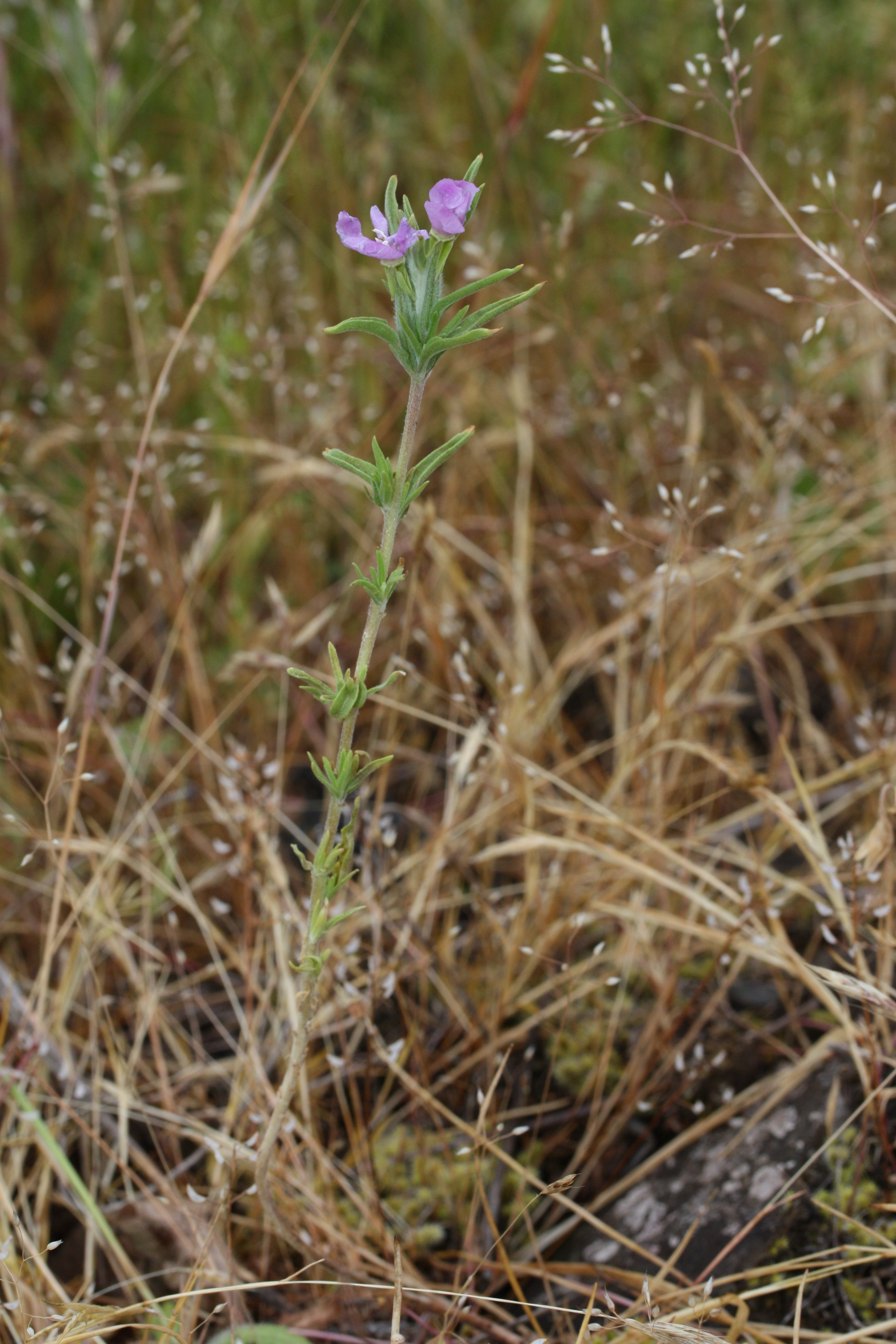